# Alexander Lippisch

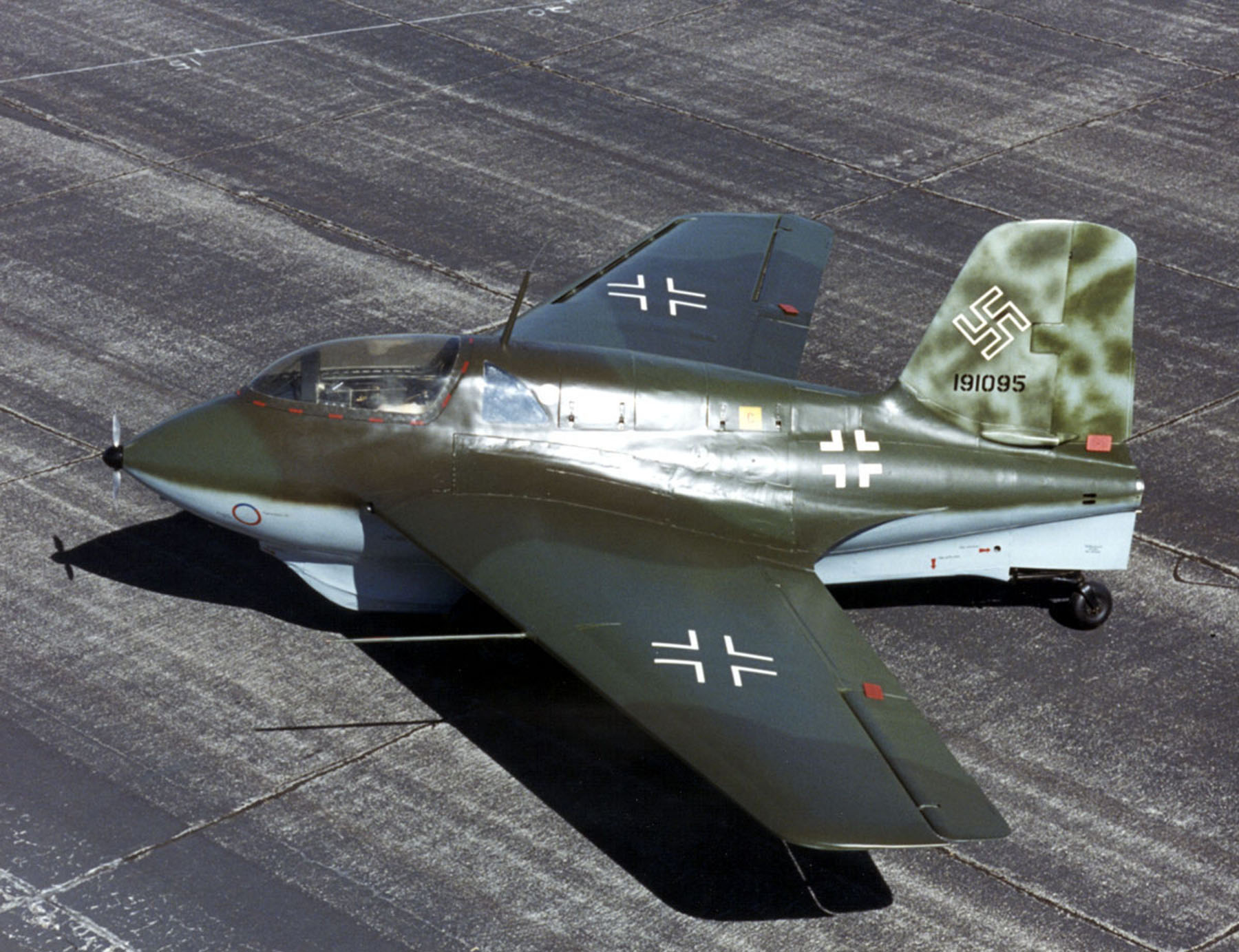
Messerschmitt Me 163B

Alexander Martin Lippisch (ur. 2 listopada 1894 w Monachium, zm. 11 lutego 1976 w Cedar Rapids) – niemiecki naukowiec, pionier badań w zakresie aerodynamiki. Wniósł istotny wkład do badań nad latającymi skrzydłami, skrzydłami delta i efektem przypowierzchniowym. Zaprojektował samolot z napędem rakietowym Messerschmitt Me 163.

## Życiorys
Jego zainteresowanie lotnictwem zaczęło się w 1909 podczas pokazu lotniczego Orville’a Wrighta na lotnisku Tempelhof w Berlinie. Zamierzał jednak wstąpić do szkoły artystycznej. Wybuch I wojny światowej pokrzyżował te plany. W latach 1915–1918 służył w armii niemieckiej jako fotograf lotniczy i kartograf.
Po zakończeniu wojny pracował w wytwórni Zeppelina i tam zainteresował się możliwością budowy samolotów bezogonowych. W 1921 pierwszy taki szybowiec jego projektu wszedł do produkcji pod nazwą „Lippisch-Espenlaub E-2". W tym okresie został mianowany dyrektorem Rhön-Rossitten Gesellschaft (RRG). W latach 1927–1933 zaprojektował serię konstrukcji bezogonowych „Storch” („Bocian”), oznaczonych numerami od I do IX. Nie wzbudziły one zainteresowania ani rządu niemieckiego, ani przemysłu prywatnego. W tym okresie zaprojektował szybowiec „Ente” („Kaczka”), na bazie którego zbudowano pierwszy samolot z napędem rakietowym.
Doświadczenia zdobyte przy projektowaniu i budowie szybowców serii „Storch”, Lippisch wykorzystał przy konstruowaniu płatowców typu delta. W latach 1931–1939 powstało pięć konstrukcji „Delta” oznaczonych numerami od I do V. W 1933 RGG zostało przekształcone w Deutsche Forschungsanstalt für Segelflug (DFS). Konstrukcje „Delta IV” i „Delta V” zostały nazwane odpowiednio: „DSF 39” i „DSF 40”.
W 1939 Ministerstwo Lotnictwa Rzeszy przeniosło Lippischa i jego zespół do wytwórni Messerschmitta w celu podjęcia prac projektowych nad szybkim myśliwcem napędzanym silnikiem rakietowym projektu Hellmutha Waltera. Wkrótce przystosowano nowo powstałą konstrukcję płatowca DFS 194 do napędu rakietowego. Pierwszy samolot tego typu został oblatany w 1940. W oparciu o tę konstrukcję zbudowano następnie samolot Messerschmitt Me 163 „Komet”. Projekt nie zyskał uznania jako efektywna broń. Nieporozumienia pomiędzy Lippischem i Messerschmittem spowodowały, że Lippisch przeniósł się w 1943 do Wiednia i skoncentrował się na zagadnieniach związanych z problemami szybkiego lotu. W tym samym roku uzyskał tytuł doktora na uniwersytecie w Heidelbergu.
Badania przeprowadzone w 1939 w tunelu aerodynamicznym dowiodły, że skrzydła typu delta były odpowiednią konstrukcją do lotów z prędkością naddźwiękową. Lippisch zajął się projektowaniem myśliwców naddźwiękowych napędzanych silnikami odrzutowymi. Pierwszą konstrukcją tego typu był Lippisch P.13a. 12 października 1944 został odznaczony Krzyżem Rycerskim Krzyża Zasługi Wojennej. Do zakończenia II wojny światowej projekt nie wyszedł poza fazę płatowca, który był oznaczony jako DM-1.
Po zakończeniu II wojny światowej Lippisch, jak wielu innych niemieckich naukowców, został zabrany do USA w ramach operacji „Paperclip”. Jego umiejętności zostały wykorzystane przez firmę Convair, która była zainteresowana zastosowaniem napędu odrzutowo-rakietowego w samolotach. Pierwsza konstrukcja tego typu była oznaczona jako Convair XF-92. W celu zdobycia doświadczeń z płatowcem delta, zbudowano prototyp oznaczony jako 7003. Był to pierwszy samolot ze skrzydłami delta napędzany silnikiem odrzutowym. Pomimo braku zainteresowania ze strony amerykańskich sił powietrznych projektem F-92, Convair, w latach 1950–1960 przedstawił projekty typu delta oznaczone jako F-102 Delta Dagger, F-106 Delta Dart i B-58 Hustler, które zostały wdrożone do produkcji seryjnej.
W latach 1950–1964 Lippisch pracował dla „Collins Radio Company”, gdzie zainteresował się efektem przypowierzchniowym. Pracował nad ekranoplanem. W tym okresie zachorował na nowotwór i zrezygnował z pracy.
W 1966 stworzył własną grupę badawczą „Lippisch Research Corporation”. Jego badaniami zainteresował się rząd Niemiec Zachodnich. Zbudowane tam prototypy nie zostały rozwinięte.
Alexander Lippisch zmarł w USA, w Cedar Rapids, w stanie Iowa.